# Coupe du monde de cyclo-cross 1997-1998
Navigation
1996-1997 1998-1999
La 5e édition de la coupe du monde de cyclo-cross s'est déroulée entre les mois d'octobre 1997 et janvier 1998. Elle comprenait six manches disputées par les hommes. Le classement général a été remporté par le Néerlandais Richard Groenendaal.

## Résultats
| #  | Lieu        | Date        | Vainqueur           | Deuxième            | Troisième           |
| -- | ----------- | ----------- | ------------------- | ------------------- | ------------------- |
| 1. | Eschenbach  | 26 octobre  | Richard Groenendaal | Adrie van der Poel  | Beat Wabel          |
| 2. | Prague      | 22 novembre | Dieter Runkel       | Adrie van der Poel  | Richard Groenendaal |
| 3. | Solbiate    | 6 décembre  | Daniele Pontoni     | Richard Groenendaal | Marc Janssens       |
| 4. | Coxyde      | 21 décembre | Richard Groenendaal | Adrie van der Poel  | Marc Janssens       |
| 5. | Pontchâteau | 4 janvier   | Daniele Pontoni     | Richard Groenendaal | Adrie van der Poel  |
| 6. | Heerlen     | 18 janvier  | Richard Groenendaal | Adrie van der Poel  | Mario De Clercq     |

## Classement final
|    | Coureur             | Pays     | Pts |
| 1  | Richard Groenendaal | Pays-Bas | 260 |
| 2  | Adrie van der Poel  | Pays-Bas | 212 |
| 3  | Daniele Pontoni     | Italie   | 161 |
| 4  | Marc Janssens       | Belgique | 137 |
| 5  | Dieter Runkel       | Suisse   | 129 |
| 6  | Radomir Simunek     | Tchéquie | 109 |
| 7  | Peter Van Santvliet | Belgique | 108 |
| 8  | Mario De Clercq     | Belgique | 100 |
| 9  | Erwin Vervecken     | Belgique | 98  |
| 10 | Jiří Pospíšil       | Tchéquie | 92  |